# Fennellia nivea
Fennellia nivea är en svampart som först beskrevs av B.J. Wiley & E.G. Simmons, och fick sitt nu gällande namn av Samson 1979. Fennellia nivea ingår i släktet Fennellia och familjen Trichocomaceae.   Inga underarter finns listade i Catalogue of Life.